# 1352
Rok 1352 (MCCCLII) gregoriánského kalendáře začal v sobotu 1. ledna a skončil v neděli 31. prosince. Dle židovského kalendáře nastal přelom roků 5112 a 5113, dle islámského kalendáře 773 a 774.

## Události
- zmínka o placení desátku při farním kostele v Rochlicích
- první písemná zmínka o obci Ondřejov (okres Praha-východ)
- první zmínka o lokalitě obce Valcha (okres Plzeň-město)
- v Japonsku zrušeno bezvládí a nastolen pořádek
- první písemná zmínka o obci Hvožďany (okres Příbram)
- založen proslulý pražský pivovar „U sv. Tomáše“
- první zmínka o dnešním Liberci
- první zmínka o Litvínovu
- založení kostela v obci Osice

### Probíhající události
- 1351–1368 – Povstání rudých turbanů

## Narození
- 5. května – Ruprecht III. Falcký, římský král, odpůrce českého krále Václava IV. († 18. května 1410)

## Úmrtí
- 19. května – Alžběta Habsburská, lotrinská vévodkyně a regentka (* asi 1293)
- květen – Eduard II. z Baru, hrabě z Baru (* 1339)
- 6. prosince – Klement VI., papež (* 1291)
- Boleslav III. Marnotratný, lehnicko-břežský kníže z rodu slezských Piastovců († 1352)
- Matyáš z Arrasu, francouzský architekt, stavitel a kameník (* 1290)

## Hlavy státu
- České království – Karel IV.
- Moravské markrabství – Jan Jindřich
- Svatá říše římská – Karel IV.
- Papež – Klement VI., Inocenc VI.
- Anglické království – Eduard III.
- Francouzské království – Jan II.
- Polské království – Kazimír III. Veliký
- Uherské království – Ludvík I. Uherský
- Lucemburské hrabství – Karel IV.
- Portugalské království – Alfonso IV. Odvážný
- Aragonské království – Petr IV. Aragonský
- Kastilské království – Petr I. Krutý
- Navarrské království – Karel II. Navarrský
- Andorra – Gaston Fébus a Hugo Desbach, biskup ze Seo d'Urgell
- Burgundské hrabství – Filip I. z Rouvre
- Skotské království – Eduard Balliol
- Norské království – Haakon VI.
- Švédské království – Magnus IV.
- Dánské království – Valdemar IV.
- Byzantská říše – Jan V. Palaiologos a Jan VI. Kantakuzenos (spoluvládce)
- Moskevské knížectví – Semjon Hrdý
- Osmanská říše – Orhan I.
- Druhá bulharská říše – Ivan Alexandr
- Srbská říše – Štefan Dušan Uroš IV.
- Chorvatské království – Ludvík I. Veliký
- Mohučské arcibiskupství – Gerlach z Nassau
- Trevírské arcibiskupství – Balduin Lucemburský
- Kolínské arcibiskupství – Vilém z Gennepu
- Rýnské falckrabství – Rudolf II. Falcký
- Sasko–wittenberské vévodství – Rudolf I. Saský
- Braniborské markrabství – Ludvík II. Říman